# Charles Pierrepont (4e comte Manvers)
Charles William Sydney Pierrepont, 4e Comte Manvers, (2 août 1854 - 17 juillet 1926) connu sous le nom de vicomte Newark de 1860 à 1900, est un noble britannique et un homme politique du Parti conservateur.

## Biographie
Né à Londres, il est le fils aîné de Sydney Pierrepont (3e comte Manvers). Il fait ses études au Collège d'Eton et porte le titre de courtoisie de vicomte Newark de 1860 jusqu'à ce qu'il succède à son père en janvier 1900.
Il est lieutenant dans les Grenadier Guards de 1872 jusqu'à sa retraite en 1880, et occupe par la suite divers postes dans la Yeomanry et les Volontaires : capitaine dans la South Nottinghamshire Yeomanry Cavalry ; major dans le 2e bataillon de volontaires, Sherwood Foresters, et colonel honoraire à partir de 1904; Brigadier-général commandant la Brigade du North Midland 1896–1908,,. En novembre 1901, il reçoit la décoration des officiers volontaires (VD) pour sa contribution aux volontaires d'infanterie des North Midlands.
Il est élu aux élections générales de 1885 comme député pour Newark dans le Nottinghamshire. Il est réélu sans opposition en 1886 et 1892 et se retire aux élections générales de 1895. Cependant, son successeur conservateur Harold Heneage Finch-Hatton démissionne en 1898 et le vicomte Newark est réélu sans opposition lors de l'élection partielle. Il occupe le siège jusqu'à son accession à la pairie en 1900.
Le 4e comte est un sportif passionné et est maître de la Rufford Hunt à partir de 1900.

## Famille et enfants
En 1880, il épouse Helen Shaw-Stewart, fille de Michael Shaw-Stewart (7e baronnet), et a quatre enfants :
- Cicely Mary Pierrepont (1886-1936), épouse Francis Henry Hardy d'Edith Weston Hall, Rutland, en 1915
- Evelyn Robert Pierrepont, 5e comte Manvers (1888-1940)
- Alice Helen Pierrepont (30 août 1889 - 8 mars 1969), inhumée à Ystrad Mynach
- Sibell Pierrepont (1892-1968), épouse Hubert Davys Argles en 1923

Il meurt subitement le 17 juillet 1926 dans sa maison de Tilney Street, Londres, à l'âge de 71 ans,.